# Ferrovia Parigi-Le Havre
La ferrovia Parigi-Le Havre (in francese Ligne de Paris-Saint-Lazare au Havre) è un'importante linea ferroviaria francese che unisce Parigi con Le Havre.
Costruita tra il 1843 e il 1847 per collegare Parigi a Rouen e alla città portuale di Le Havre, trasporta una grande quantità di traffico passeggeri interregionale, oltre al traffico merci pesante, collegando il porto di Le Havre, il secondo scalo marittimo più grande della Francia, all'agglomerato urbano di Parigi.
La maggior parte della linea si snoda nella valle della Senna, attraversando il fiume sei volte.

## Storia

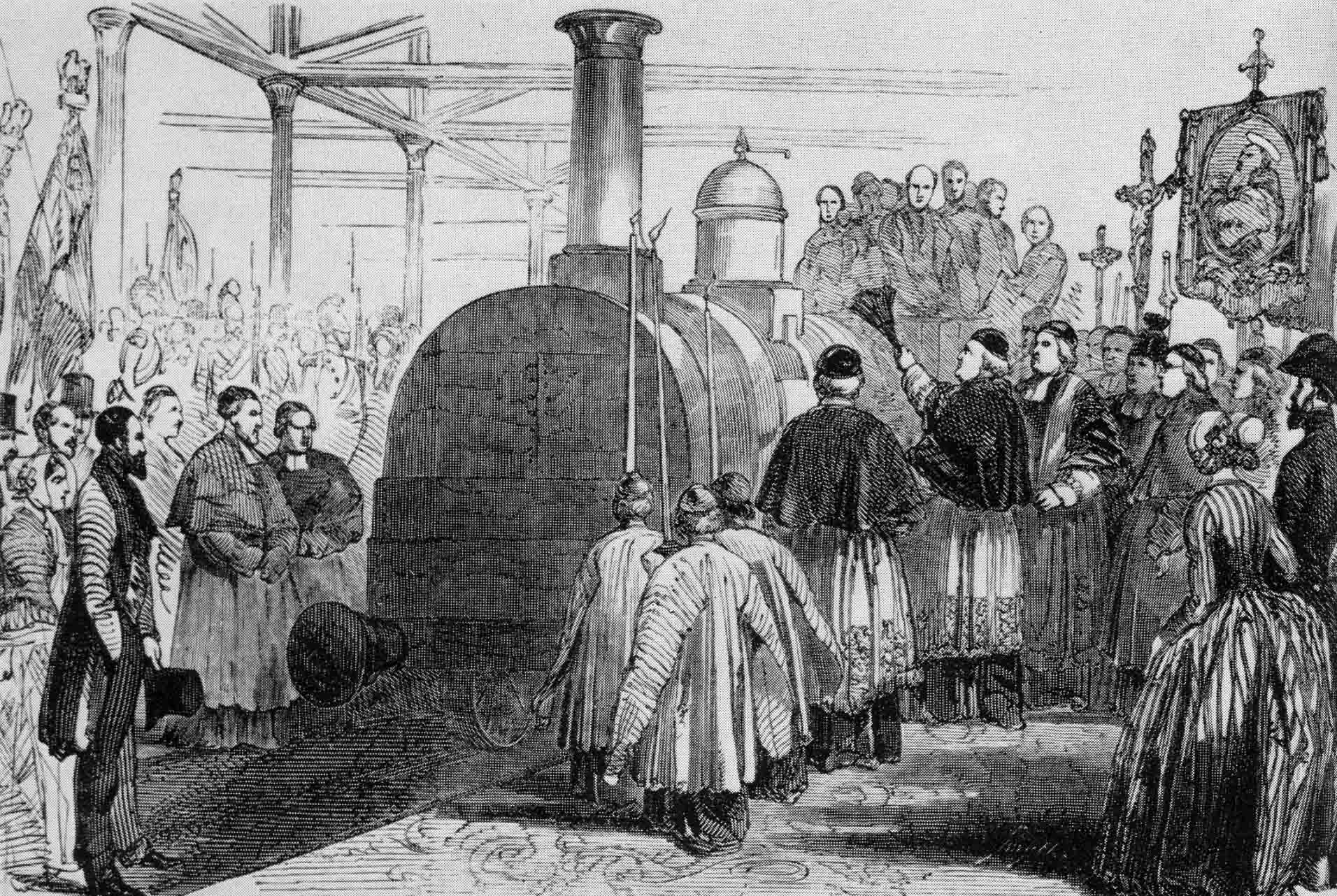
Inaugurazione della ferrovia Rouen-Le Havre.

Nel 1838, la Francia disponeva di diversi tratti ferroviari sparsi, ma non era ancora stata costruita una linea importante tra due dei principali agglomerati urbani del Paese. Mentre la rete britannica era in costante espansione dal 1836, in Francia la costruzione si era arenata, non per mancanza di entusiasmo da parte degli ingegneri, ma piuttosto per difficoltà finanziarie. Per gli industriali era difficile sostenere da soli un onere così gravoso e pochi finanziatori erano disposti ad affrontare il rischio. Tuttavia, si cominciarono a studiare grandi progetti, tra cui la costruzione di una grande linea da Parigi alla Manica.
Dei capitalisti crearono due società, proponendo due percorsi distinti: uno che seguiva la valle della Senna, l'altro che attraversava gli altipiani che si affacciavano sul fiume. Nel 1838, la "Compagnie des Plateaux", con un capitale di novanta milioni di franchi, ottenne la concessione per la nuova linea in base a un accordo firmato con il Ministro dei Lavori Pubblici il 26 maggio e il 14 giugno. L'accordo fu approvato per legge il 6 luglio 1838. La linea doveva andare da Parigi a Le Havre via Rouen, con diverse diramazioni verso Louviers, Elbeuf e Dieppe. Ma le azioni dello Chemin de fer d'Orléans subirono un forte calo di valore e i fondatori si spaventarono: di fronte alla mancanza di fiducia degli investitori, la società fallì.
Il progetto è stato esaminato e concesso per 99 anni in base a una convenzione firmata il 23 maggio 1840 tra il Ministro dei Lavori Pubblici e Charles Laffitte e Edouard Blount. L'accordo fu approvato con una legge il 15 luglio successivo. Questa volta l'obiettivo del progetto era quello di collegare Parigi a Rouen attraverso la valle della Senna. La linea era una diramazione della linea Parigi-Saint-Germain-en-Laye, con la quale condivideva i primi 8 km. La società si impegnava a costruire l'infrastruttura a proprio rischio, entro cinque anni dalla data di concessione. Fu dotata di un capitale di trentasei milioni di franchi.
La linea, lunga 128 chilometri, a binario doppio, attraversava vari centri tra cui Maisons, Poissy, Les Mureaux, Mantes, Bonnières, Vernon, Saint-Pierre-la-Garenne, Saint-Pierre-du-Vauvray, Pont-de-l'Arche e Tourville. La costruzione dell'infrastruttura richiese una serie di notevoli strutture ingegneristiche e profonde trincee scavate nella roccia. Per attraversare le strade e i terreni fu necessario realizzare numerosi ponti e diverse gallerie. Tra le costruzioni più notevoli vi furono i viadotti sulla Senna, il ponte sulla strada Meulan-Flins, il tunnel della Rolleboise e il tunnel della Roule. A volte si rese necessario deviare la strada reale nei punti più stretti della valle, per interporre la linea tra essa e il fiume sottostante. Il tracciato terminava a Saint-Sever, un sobborgo di Rouen, posto sulla riva sinistra della Senna, dove fu realizzata una stazione capolinea.
La costruzione, iniziata nel maggio 1841, fu portata avanti celermente. Come materiale di costruzione fu ampiamente utilizzato mattone, seguendo l'esempio dell'Inghilterra, poiché l'ingegnere della linea Joseph Locke, gli appaltatori (Thomas Brassey e William MacKenzie), l'architetto delle stazioni William Tite e la maggior parte dei diecimila operai in cantiere erano inglesi. Due anni dopo, la linea fu inaugurata il 9 maggio 1843.
Nel gennaio del 1846, durante la costruzione della linea Rouen-Le Havre si verificò uno dei pochi grandi disastri strutturali della carriera di Brassey, il crollo del viadotto di Barentin. Il viadotto, alto 30 metri, che attraversa il fiume Austreberthe, era stato costruito in mattoni al costo di circa 50.000 sterline. La ragione del crollo non è mai stata stabilita, ma una possibile causa è la natura della calce utilizzata per la malta. Il contratto prevedeva che questa dovesse essere ottenuta localmente e il crollo avvenne dopo alcuni giorni di forti piogge. In sei mesi Brassey ricostruì il viadotto a sue spese, questa volta utilizzando calce di sua scelta. La linea fu inaugurata il 20 marzo 1847, con poco più di un anno di ritardo, e fu aperta ai passeggeri il giorno successivo e al traffico merci il 31 marzo. Quando la linea fu prolungata fino a Le Havre, fu costruito un nuovo capolinea posto sulla riva destra della Senna, la stazione di Rouen-Rive-Droite.
Sebbene concesse a società separate, le tratte da Parigi a Rouen e da Rouen a Le Havre erano nelle mani degli stessi azionisti. Di conseguenza, le operazioni divennero molto rapidamente comuni, ma solo nel 1855 lo Stato autorizzò un processo di fusione. Il 30 gennaio 1855 le compagnie Paris à Saint-Germain, Paris à Rouen, Rouen au Havre, de l'Ouest e Paris à Caen et à Cherbourg firmarono un accordo di fusione. Questo fu approvato da un accordo firmato il 2 febbraio e il 6 aprile tra il Ministro dei Lavori Pubblici e le società. Infine, la fusione fu approvata con decreto imperiale il 7 aprile 1855. Da questa fusione nacque la Compagnie des chemins de fer de l'Ouest.
La linea fu elettrificata in corrente alternata a 25 kV – 50 Hz tra il 1966 al 1967.

## Percorso
La linea Parigi-Le Havre parte dalla stazione parigina di Saint-Lazare in direzione nord-ovest. Attraversa la Senna ad Asnières-sur-Seine e di nuovo a Houilles. Dopo Poissy segue la riva sinistra del fiume. A Mantes-la-Jolie si dirama la linea per Caen e Cherbourg. Tra Rolleboise e Bonnières-sur-Seine, e di nuovo tra Aubevoye e Venables, vengono aggirati grandi meandri della Senna.
Nei pressi di Rouen, attraversa la Senna a Le Manoir, a Oissel e a Sotteville-lès-Rouen. Dopo aver attraversato il centro di Rouen e la stazione principale di Rouen-Rive-Droite, sale in direzione nord-ovest sull'altopiano del Pays de Caux. A Motteville vira verso ovest, attraversa la cittadina di Yvetot e scende verso l'estuario della Senna. Dopo una lunghezza totale di 228 km, raggiunge il capolinea alla stazione di Le Havre.
| Head station |

| Stop on track |

| Stop on track |

| Unknown route-map component "hKRZWae" |

| Stop on track |

|  | Unknown route-map component "ABZgl" | Unknown route-map component "CONTfq" |

| Unknown route-map component "CONTgq" | Unknown route-map component "ABZgr" |  |

|  | Unknown route-map component "ABZg+l" | Unknown route-map component "CONTfq" |

| Stop on track |

|  | Unknown route-map component "ABZgl" | Unknown route-map component "CONTfq" |

|  | Unknown route-map component "ABZg+l" | Unknown route-map component "CONTfq" |

| Unknown route-map component "hKRZWae" |

| Station on track |

| Unknown route-map component "CONTgq" | Unknown route-map component "ABZg+r" |  |

| Station on track |

| Unknown route-map component "hKRZWae" |

| Station on track |

| Stop on track |

| Unknown route-map component "CONTgq" | Junction both to and from right |  |

|  | Unknown route-map component "ABZgl" | Unknown route-map component "CONTfq" |

| Station on track |

| Stop on track |

| Stop on track |

| Stop on track |

| Stop on track |

| Stop on track |

|  | Junction both to and from left | Unknown route-map component "CONTfq" |

| Stop on track |

| Unknown route-map component "CONTgq" | Unknown route-map component "ABZg+r" |  |

| Stop on track |

| Station on track |

|  | Unknown route-map component "ABZgl" | Unknown route-map component "CONTfq" |

| Stop on track |

| Stop on track |

| Stop on track |

| Stop on track |

| Stop on track |

|  | Unknown route-map component "ABZgl" | Unknown route-map component "CONTfq" |

| Stop on track |

| Unknown route-map component "hKRZWae" |

| Unknown route-map component "CONTgq" | Unknown route-map component "ABZg+r" |  |

| Stop on track |

|  | Unknown route-map component "ABZgl" | Unknown route-map component "CONTfq" |

| Unknown route-map component "hKRZWae" |

| Stop on track |

| Stop on track |

| Stop on track |

|  | Junction both to and from left | Unknown route-map component "CONTfq" |

| Unknown route-map component "hKRZWae" |

| Unknown route-map component "CONTgq" | Junction both to and from right |  |

| Station on track |

| Stop on track |

| Stop on track |

| Unknown route-map component "CONTgq" | Unknown route-map component "ABZgr" |  |

| Stop on track |

| Stop on track |

| Unknown route-map component "CONTgq" | Unknown route-map component "ABZg+r" |  |

| Stop on track |

| Unknown route-map component "CONTgq" | Unknown route-map component "ABZgr" |  |

| Stop on track |

| Stop on track |

| Stop on track |

|  | Unknown route-map component "ABZg+l" | Unknown route-map component "CONTfq" |

| Unknown route-map component "CONTgq" | Unknown route-map component "ABZg+r" |  |

| Stop on track |

| Stop on track |

| Stop on track |

| Stop on track |

| Stop on track |

| Unknown route-map component "STRo" |

|  | Unknown route-map component "KRWgl" | Unknown route-map component "KRW+r" |

| Unknown route-map component "CONTgq" | Transverse track | Unknown route-map component "ABZg+r" | Straight track |  |

|  | Transverse water | Small bridge over water | Small bridge over water | Transverse water |

|  | Enter and exit short tunnel | Straight track |

|  |  | Straight track | Unknown route-map component "ABZg+l" | Unknown route-map component "CONTfq" |

|  |  | Straight track | Straight track |  |

|  | Straight track | Non-passenger station/depot on track |

|  | Unknown route-map component "ABZg+l" | Junction both to and from right |

|  | Station on track | Straight track |

|  | Straight track | Non-passenger station/depot on track |

|  | Straight track | Unknown route-map component "ENDEe" |

| Non-passenger station/depot on track |

| End station |